# Marie-Joseph Lemieux
Marie-Joseph Lemieux OP (10 de maio de 1902 — 4 de março de 1994) foi arcebispo da Igreja Católica e diplomata da Santa Sé.

## Biografia
Nasceu Maurice Lemieux em Québec, Canadá, filho de Éva Berlinguet e Joseph Lemieux.
Professou na Ordem dos Pregadores em 4 de agosto de 1924, em Saint-Hyacinthe, na província de Québec, e foi ordenado sacerdote pelo cardeal Felix-Raymond-Marie Rouleau, OP, então arcebispo de Québec, em 15 de abril de 1928, na Igreja de São João Batista em Ottawa.
Iniciou sua vida missionária no Japão com os dominicanos canadenses, em 1930, depois de estudar o idioma e a cultura japonesa na Universidade de Oxford. Em 9 de dezembro de 1935, o papa Pio XI escolheu-o para a recém-criada Diocese de Hakodate (depois mudada para Sendai). Recebeu sua sagração episcopal com apenas 34 anos, em 29 de junho de 1936, das mãos de Dom Paolo Marella, então delegado apostólico no Japão. Todavia, deflagrada a Guerra, Lemieux pediu renúncia e voltou para o Canadá, em 1941.
Em 26 de novembro de 1942, foi escolhido para administrador apostólico da Diocese de Gravelbourg (hoje extinta), e por fim, foi eleito seu ordinário, em 15 de abril de 1944. Ascendeu à Arquidiocese de Ottawa em 29 de junho de 1953.
Foi presidente da Comissão Episcopal Canadense da América Latina de 1961 a 1965, e participou de todas as sessões do Concílio Vaticano II.
Em 16 de setembro de 1966, o papa Paulo VI requereu que Lemieux deixasse Ottawa e se tornasse núncio apostólico em Porto do Príncipe, no Haiti, dando-lhe a sé titular de Saldae. Em 30 de maio de 1969, foi designado pró-núncio em Nova Déli, Índia. Todavia, percebendo o declínio de sua saúde, o Sumo Pontífice ofereceu um cargo menos exigente, como presidente da Fábrica de São Pedro, no Vaticano, em 16 de fevereiro de 1971.
Lemieux retornou para o Canadá após sua aposentadoria, em 1974. Viveu seus últimos anos primeiramente na Cidade de Québec e depois em Ottawa, numa clínica de repouso, onde faleceu aos 91 anos de idade.